# Ulrike Dietmann
Ulrike Dietmann (* 30. Januar 1961 in Würzburg) ist eine deutsche Autorin.

## Leben
Dietmann studierte von 1981 bis 1990 Theaterwissenschaft, Philosophie und Publizistik an der Freien Universität Berlin und von 1990 bis 1994 Szenisches Schreiben an der Universität der Künste Berlin. Sie gründete und leitete mehrere Jahre die Berliner Theatergruppe „Magnetische Felder“, die sich am Theaterkonzept Antonin Artauds orientierte. 1987 wurde ihr erstes Theaterstück Heloise und Abelard in Mannheim uraufgeführt. Es ist – anders als es der Titel vermuten lässt – ein Einpersonenstück. Hierauf folgten zahlreiche Theaterstücke, Hörspiele, Romane und Sachbücher. 2008 gründete sie die Pegasus-Schreibschule, die Seminare, Workshops und eine Ausbildung zum Romanautor anbietet. 2006 veröffentlichte sie ihren ersten Pferderoman Moonwalker – Pferd der Freiheit im Loewe Verlag. Seither ist die Beziehung zwischen Pferd und Mensch Thema ihrer Romane und Sachbücher. Ein Schwerpunkt ihrer Arbeit ist das Modell der „Heldenreise“ nach Joseph Campbell. Ulrike Dietmann lebt im Raum Stuttgart.

## Charakteristikum der Bühnenstücke
In Diekmanns Stücken stehen Frauen im Vordergrund. Die weibliche Perspektive vermeidet dabei die oft gebrauchte Zuordnung „Frau – Opfer“ und „Mann – Täter“. Für sie sind Frauen „keine hilflosen Geschöpfe, die innerhalb der von Männern gesetzten Grenzen lediglich reagieren können, sondern autonom handelnde Personen“, die schlichtweg Lebenserfahrungen machen.

## Auszeichnungen
- Terre des hommes Jugendhörspielpreis, 1993
- Kinderhörspielpreis des MDR, 1994
- Stipendium der Friedrich-Naumann-Stiftung, 1990–1994
- Stipendium des Künstlerinnen-Programms Berlin, 1996
- Stipendium des Förderkreises deutscher Schriftsteller Baden-Württemberg, 1999, 2001

## Werke (Auswahl)
Hörspiele
- Spiel mir das Lied vom Leben, 1993 (WDR Köln)
- Der Trip, 1995 (WDR Köln)

Theaterstücke
- Heloise und Abelard, (UA 4. Dezember 1987, Hinterhofbühne Mannheim)
- Spiel mir das Lied vom Leben, (UA 14. März 1992, BAT-Studio-Theater Berlin)
- Jürgen und die Bordsteinengel, Musical (UA 6, Juni 1992, Theater des Ostens Berlin-Karlshorst)
- Initiation, (UA 26. November 1993, Kunsthaus Tacheles Berlin)
- HochTief, (UA 26. Juni 1994, interkulturelles Frauenprojekt, gefördert vom Berliner Kultursenat, Süd-Ost-Theater Berlin)
- Effi Briest, (UA 1999, Theater Basel)
- Westworld, (UA 2005, Theater Lübeck)

Übersetzungen
- Meine Pferde, meine Heiler – My Horses, My Healers, Autorin: Shelley Rosenberg, spiritbooks 2010 aus dem Englischen
- Der bewusste Weg mit Pferden – The Way of The Horse, Autorin: Linda Kohanov, WuWei-Verlag 2011 aus dem Englischen

Sachbuch
- Auf den Flügeln der Pferde. Eine Heldinnenreise ins Herz der Kreatur, Tredition, Hamburg 2009, ISBN 978-3-86850-463-7, und Wu-Wie-Verlag, Schondorf 2011, ISBN 978-3-930953-71-4.
  - Französische Ausgabe: Le cheval guérisseur de l’homme. Une quête de soi en 11 étapes avec le cheval pour guide , Le courrier de livre, Paris 2012, ISBN 978-2-7029-0959-1.
  - Englische Ausgabe: On the Wings of Horses. A Hero’s Journey into the Heart of the Creature. A book for you, spiritbooks, Kirchheim/Teck 2012, ISBN 978-3-9815421-4-1.
- Heldenreise ins Herz des Autors.–Das Handwerk der Inspiration. Ein Buch für dich, spiritbooks, Stuttgart / Kirchheim/Teck 2012, ISBN 978-3-9814714-6-5.
- Reise in die innere Wildnis. Urkraft für den Alltag, spiritbooks, Stuttgart / Kirchheim/Teck 2015, ISBN 978-3-944587-93-6.
- Lieben und frei sein. Die Zukunft unserer Beziehungen, spiritbooks, Stuttgart 2016, ISBN 978-3-946435-42-6.
- Tierkommunikation mit Pferden. 11 magische Türöffner, spiritbooks, Stuttgart / Leinfelden-Echterdingen 2020, ISBN 978-3-946435-96-9.
- Jamaika – One Love. Wie ich die Liebe fand, spiritbooks, Stuttgart / Leinfelden-Echterdingen 2020, ISBN 978-3-946435-56-3.
- Heldenreise mit Pferden. 44 Inspirationen für den Mut, du selbst zu sein. Begleitbuch für Kartenset mit Booklet, spiritbooks, Stuttgart / Leinfelden-Echterdingen 2022, ISBN 978-3-946435-15-0, auch ISBN 978-3-946435-16-7.
  - dazu: Kartenset. Heldenreise mit Pferden. 44 Inspirationen für den Mut, du selbst zu sein, ISBN 978-3-946435-12-9.
- Schreib dich frei! Das Pegasus-Notizbuch. Taschenbuch, spiritbooks, Leinfelden-Echterdingen 2023, ISBN 978-3-946435-17-4.

Autobiografie
- Das gebrochene Herz. Mein Weg der Selbstheilung, spiritbooks, Stuttgart / Kirchheim/Teck 2015, ISBN 978-3-944587-95-0.

Prosa
- Verliebt in New York, unter dem Pseudonym Vivian Patrick, Panini-Verlag, Nettetal 2003. (Heftroman)
- Ich kann dir nicht widerstehen, Antonio, unter dem Pseudonym Olympia Hunter, Panini-Verlag, Nettetal 2003. (Heftroman)
- Küsse in der Toskana, unter dem Pseudonym Chrystal Walter, Panini-Verlag, Nettetal 2003. (Heftroman)
- Drehbuch der Liebe, unter dem Pseudonym Laura Saunders, Panini-Verlag, Nettetal 2003. (Heftroman)
- Trau mir, Liebling, unter dem Pseudonym Vivian Patrick, Panini-Verlag, Nettetal 2004. (Heftroman)
- Wahl des Herzens, unter dem Pseudonym Chrystal Walter, Panini-Verlag, Nettetal 2004. (Heftroman)
- Darling, was kostet dein Herz? unter dem Pseudonym Laura Saunders, Panini-Verlag, Nettetal 2004. (Heftroman)
- Im Feuer der Liebe unter dem Pseudonym Vivian Patrick, Panini-Verlag, Nettetal 2004. (Heftroman)
- Du bist mein Star! unter dem Pseudonym Laura Saunders, Panini-Verlag, Nettetal 2004. (Heftroman)
- Die Creekside Story Bd. I: Moonwalker – Pferd der Freiheit, Loewe-Verlag, Bindlach 2006, ISBN 3-7855-5659-4.
- Die Creekside Story Bd. II: Steel Spirit – Rebell der Pferde, Loewe-Verlag, Bindlach 2006, ISBN 3-7855-5864-3.
- Die Creekside Story Bd. III: Magic Beauty – Tochter der Prärie, Loewe-Verlag, Bindlach 2007, ISBN 978-3-7855-5867-6.
- Das Medizinpferd Bd. I: Einweihung, spiritbooks, Kirchheim/Teck 2012, ISBN 978-3-9814714-5-8.
- Epona – Die Pferdegöttin. Ein Keltenroman, spiritbooks, Kirchheim/Teck 2013, ISBN 978-3-9815421-2-7.
- Das Medizinpferd Bd. II: “Unbreak My Heart”, spiritbooks, Kirchheim/Teck 2013, ISBN 978-3-944587-02-8.